# Genentech
Genentech, Inc., nombre corto de Genetic Engineering Tech, Inc. (Tecnología de Ingeniería Genética), es una corporación de biotecnología. Ésta fue fundada en el 1976 por Robert A. Swanson, un empresario, y el Dr. Herbert W. Boyer, un bioquímico. Históricamente, se considera la compañía que fundó la industria de la biotecnología.
Herbert W. Boyer fue uno de dos científicos pioneros de la tecnología de ADN recombinante.
En la actualidad, Genentech emplea a más de 8.000 personas y Arthur D. Levinson es su mayor ejecutivo.

## Lista cronológica de productos
- 1985 - Protropin (somatrema) - Hormona de crecimiento suplementaria para niños con deficiencia de esta substancia.
- 1987 - Activase (activador recombinante de tejido plasminógeno)- Para disolver trombosis en pacientes con un ataque cardiaco agudo.
- 1990 - Actimmune (interferón gamma 1b) - Tratamiento para la enfermedad granulomatosa crónica.
- 1993 - Nutropin (somatropina recombinante) - Hormona de crecimiento para niños y adultos. Tratamiento antes de un trasplante de riñón para reducir la insuficiencia renal crónica.
- 1994 - Pulmozyme (dornasa alfa) - Tratamiento de inhalación para jóvenes con fibrosis quística.
- 1997 - Rituxan (rituximab)- Tratamiento para ciertos tipos de linfoma ("no-Hodgkins").
- 1998 - Herceptin (trastuzumab) - Tratamiento para el cáncer de mama metastático en pacientes cuyos tumores sobre secretan la proteína HER2.
- 2000 - TNKase (tenecteplasa) - Para disolver trombosis en pacientes con un ataque cardiaco agudo.
- 2003 - Xolair (omalizumab) - Inyección para el asma moderado a grave.
- 2003 - Raptiva (efalizumab) - Anticuerpo diseñado para detener la activación y reactivación de los linfocitos T, lo cual causa el desarrollo del psoriasis.
- 2004 - Avastin (bevacizumab) - Anticuerpo anti-VEGF para el tratamiento del cáncer mestastático del colon o recto
- 2004 - Tarceva (erlotinib) - Tratamiento para pacientes con cáncer del pulmón avanzado localmente o con células metastáticas medianas o grandes.

## Diversidad
Genentech fue nombrada una de las "100 compañías para las madres trabajadoras" por la revista Working Mothers Magazine.
También nombrada uno de los mejores "ciudadanos corporales" por la revista Business Ethics Magazine.
La revista estadounidense Fortune Magazine nombró a Genentech número uno en su lista de las "100 compañías mejores para cuales trabajar" en la emisión 2006. Éste fue el primer lugar número uno que obtuvo la compañía, que ha aparecido en esta lista por ocho años consecutivos. La clasificación está basada en respuestas de empleados anónimos en una encuesta y una evaluación de la política para empleados de la compañía.

## Ubicación de instalaciones
La instalación principal de Genentech está en la ciudad de South San Francisco en California, con instalaciones de fabricación en Vacaville (California) y Porriño (España). En junio del 2005, Genentech compró la instalación de fabricación de Biogen Idec en Oceanside, California.